# Berthold Englisch
Berthold Englisch (Hotzenplotz, 9 luglio 1851 – Vienna, 19 ottobre 1897) è stato uno scacchista austriaco.
Era nato da una famiglia ebraica. Di professione era un agente di borsa. 
Principali risultati di torneo:
- 1878:  7º a Parigi, ex aequo con Rosenthal (vinse Johannes Zukertort);
- 1879:  1º a Lipsia nel primo campionato tedesco, organizzato dalla Deutscher Schachbund (DSB);
- 1880:  1º-3º a Wiesbaden con Blackburne e Schwarz, davanti a Schallopp, Mason, Bird, Winawer e altri sei maestri;
- 1882:  7º nel torneo di Vienna (vinsero alla pari Steinitz e Winawer);
- 1883:  5º nel torneo di Londra, ex aequo con Mackenzie e Mason (vinse Zukertort);
- 1885:  2º ad Amburgo, ex aequo con Blackburne, Mason, Tarrasch e Weiss (vinse Isidor Gunsberg);[2]
- 1896:  1º nel torneo quadrangolare di Vienna, davanti a Schlechter, Marco e Weiss;

Disputò alcuni match a Vienna:
- nel 1882 contro Vincenz Hruby (perse 1,5–3,5)
- nel 1890 contro Emanuel Lasker (perse 1,5–3,5)
- nel 1896 contro Harry Nelson Pillsbury (pareggiò 2,5–2,5)